# Blue Rodeo
Blue Rodeo ist eine 1984 in Toronto gegründete Country-Rock-Band und derzeit eine der erfolgreichsten und bekanntesten Bands aus Kanada.

## Bandgeschichte
Die Band erhielt im März 1987 mit ihrem Debütalbum Outskirts einen Plattenvertrag bei Warner Music Kanada und veröffentlichte seitdem 12 Studioalben, ein Livealbum, eine Greatest-Hits-Sammlung sowie eine DVD.
Die Bandmitglieder haben bereits mit anderen bekannten kanadischen Künstlern wie Sarah McLachlan, The Tragically Hip, Burton Cummings, Great Big Sea, Jann Arden, und den Cowboy Junkies zusammengearbeitet. Der letzte Neuzugang, Bob Egan, verdiente sich bei der Chicagoer Alternative Country-Legende Wilco seine Sporen. Die beiden verbliebenen Gründungsmitglieder Cuddy und Keelor haben außerdem Soloalben veröffentlicht.

## Auszeichnungen
- 7 Juno Awards
- 7 SOCAN-Awards
- Aufnahme in die Canadian Music Hall of Fame 2012[1]
- weitere, beispielsweise der Rising Star Award der Canadian Country Music Association fürs Debüt

## Diskografie
- Outskirts (1987)
- Diamond Mine (1989)
- Casino (1990)
- Lost Together (1992)
- Five Days in July (1993)
- Nowhere to Here (1995)
- Tremolo (1997)
- Just Like a Vacation (1999)
- The Days in Between (2000)
- Greatest Hits, Vol. 1 (2001)
- Palace of Gold (2002)
- Are You Ready (2005)
- Small Miracles (2007)
- Blue Road (2009)
- Things We Left Behind (2010)
- In Our Nature (2013)
- A Merrie Christmas to You (2014)
- Live at Massey Hall (2015)
- 1000 Arms (2016)
- Many a Mile (2021)